# Chloropoea imerina
Chloropoea imerina är en fjärilsart som beskrevs av William Chapman Hewitson 1864. Chloropoea imerina ingår i släktet Chloropoea och familjen praktfjärilar. Inga underarter finns listade i Catalogue of Life.